# فهرست حملات پهپادی در افغانستان
تا سال ۲۰۲۱، در مجموع حداقل ۱۳٬۰۷۴ حمله پهپادی در افغانستان توسط دولت آمریکا انجام شده که به کشته شدن حداقل ۴٬۱۳۸ نفر، از جمله ۳۱۰ غیرنظامی و ۷۳ تا ۱۹۱ کودک انجامیده است. ایالات متحده با استفاده از هواپیماهای بدون سرنشین در کنار تمرین کشتار هدفمند راه حلی نیز برای محافظت از خلبانان خود در برابر خطرات فیزیکی اتخاذ کرد.
علاوه بر دولت ایالات متحده، نیروی هوایی افغانستان نیز از ۱ ژوئن ۲۰۱۶ حداقل ۴۱ حملهٔ هوایی در افغانستان انجام داد. این حمله‌ها در طول مدت دولت رئیس‌جمهور جرج بوش آغاز شد. در طول ریاست جمهوری دونالد ترامپ برآورد شد که تعداد این حمله‌ها در مقایسه با ریاست جمهوری پیشین از باراک اوباما چهار تا پنج بار افزایش یافت. اوباما در ۲۰۱۶ به آژانس اطلاعات مرکزی دستور داد که مرگ و میر غیرنظامی هواپیماهای بدون سرنشین را گزارش دهد، دستوری که بعداً توسط ترامپ لغو شد.

## جمهوری اسلامی افغانستان

### ۲۰۰۱–۲۰۱۰

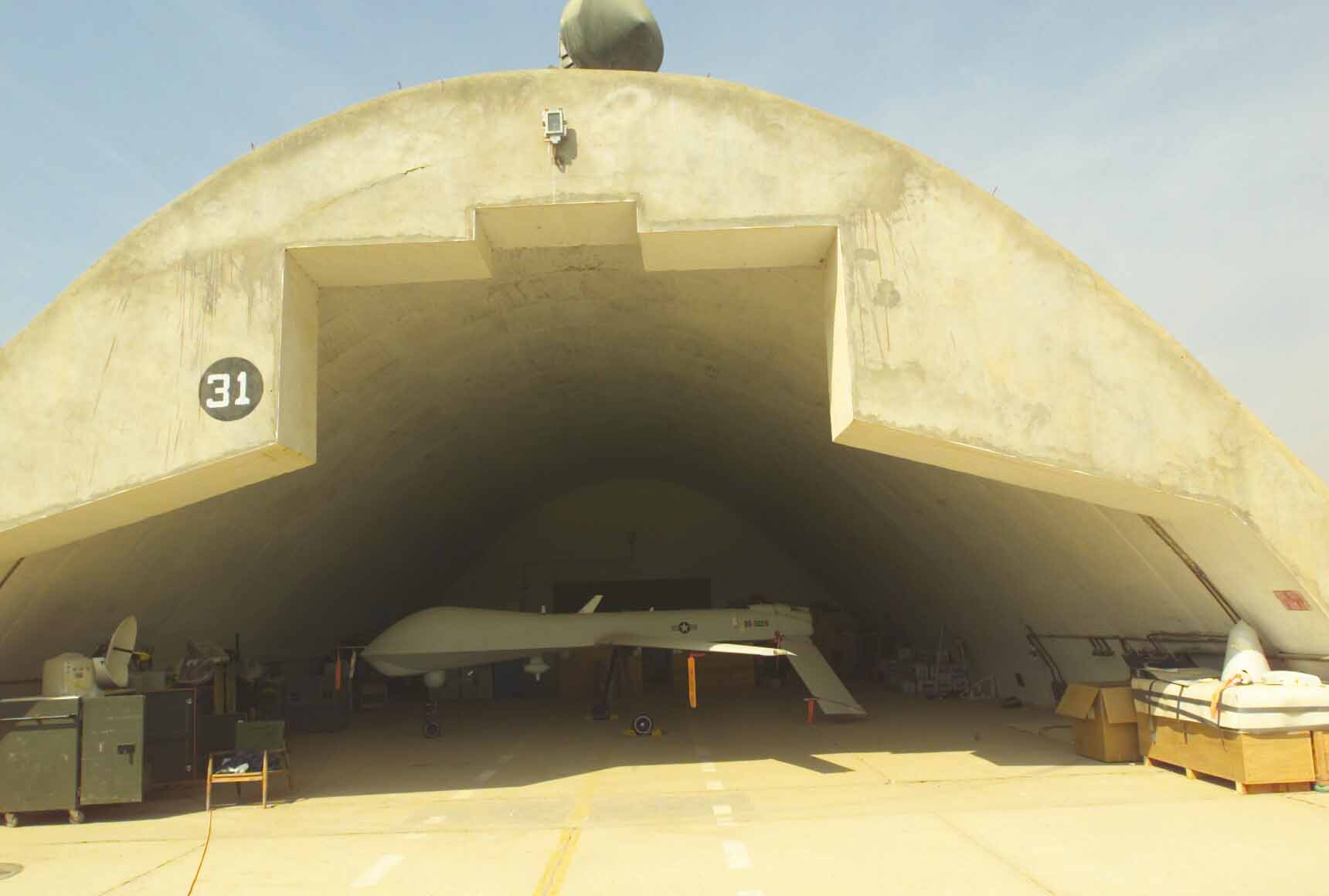
یک جنرال اتمیکس ام‌کیو-۱ پرداتور متعلق به گروه عملیاتی پنجاه‌وهفتم ارتش ایالات متحده در افغانستان. (۱۴ فوریه ۲۰۰۲)

- ۲۱ فوریه ۲۰۱۰: ۲۳ غیرنظامی در حمله هواپیماهای بدون سرنشین در نزدیکی منطقه ولایت ارزگان کشته شدند.[۱۱][۱۲]

### ۲۰۱۵
- ۱ ژانویه ۲۰۱۵: یک فرد ناشناس در یک حمله هواپیمای بدون سرنشین آمریکا در ولسوالی سپیره ولایت خوست کشته شد.[۱۳]
- ۳ ژانویه ۲۰۱۵: بیست و پنج نفر در دو حمله هواپیمای بدون سرنشین جداگانه کشته شدند، هجده نفر در ولسوالی گیان ولایت پکتیکا و هفت نفر در ولسوالی سپیره ولایت خوست.[۱۴]
- ۷ ژانویه ۲۰۱۵: گزارش شد که سه نفر در بخش شرقی ولایت لوگر کشته شدند.[۱۳]
- ۸ ژانویه ۲۰۱۵: شش کشته و سه مجروح در یک حمله هوایی ایالات متحده در ولسوالی چیکاناور، ولسوالی لعل‌پور، ولایت ننگرهار.[۱۳]
- ۱۱ ژانویه ۲۰۱۵: هشت کشته و سه مجروح در ولسوالی چیکاناور، ولسوالی لعل‌پور، ولایت ننگرهار.[۱۳]
- ۱۶ ژانویه ۲۰۱۵: سه کشته در ولسوالی نازیان، ولایت ننگرهار.[۱۳]
- ۱۷ ژانویه ۲۰۱۵: یک فرد ناشناس در ولسوالی لعل‌پور، ولایت ننگرهار کشته یا زخمی شد.[۱۳]
- ۱۹ ژانویه ۲۰۱۵: یک فرد ناشناس در ولسوالی خوگیانی، ولایت ننگرهار کشته یا زخمی شد.[۱۳]
- ۲۹ ژانویه ۲۰۱۵: چهار کشته در ولسوالی نازیان، ولایت ننگرهار.[۱۵]

### ۲۰۱۶
- ۲ ژانویه ۲۰۱۶: پنج عضو سابق تحریک طالبان پاکستان متعهد به اتحاد داعش خراسان، از جمله فرماندهٔ سابق در آژانس قبیله‌ای باژاور در پاکستان به نام ابوبکر، توسط یک حمله هواپیمای بدون سرنشین ایالات متحده کشته شدند، همچنین دو ستیزه‌جو در ولسوالی شالتان دررا، واقع در ولسوالی شگال، واقع در ولایت کنر زخمی شدند.[۱۶]
- ۵ ژانویه ۲۰۱۶: یک سرباز نیروهای ویژه ایالات متحده، گروهبان کارکنان ارتش، متی مک‌کلین‌توک، در طول یک نبرد چند ساعته در ولسوالی مرجه، واقع در ولایت هلمند با شبه نظامیان طالبان کشته شد، همچنین دو سرباز دیگر زخمی شدند، اولین تلفات ایالات متحده در سال ۲۰۱۶.[۱۷][۱۸]
- ۶ ژانویه ۲۰۱۶: دوازده حملهٔ هوایی یا هواپیمای بدون سرنشین آمریکا به کشته‌شدن تعداد نامعلومی از مردم در ولسوالی ماجا، ولایت هلمند انجامید.[۱۹]
- ۸ ژانویه ۲۰۱۶: در پی حمله‌های نیروی هوایی افغانستان ۲۳ شبه‌نظامی داعش در ولسوالی اچین و ولسوالی کوت، واقع در ولایت ننگرهار کشته شدند.[۲۰]
- ۸ ژانویه ۲۰۱۶: در جریان حمله هواپیمای بدون سرنشین ۱۷ تا ۲۰ عضو داعش از جمله چهار فرماندهٔ ارشد آن کشته شدند. آن‌ها در آن زمان در حال اعدام شش عضو طالبان و یک عضو اردوی ملی افغانستان بودند و تعداد زیادی از غیرنظامیان را مجبور به تماشای آن در روستای مکتاب واقع در منطقهٔ پخا در ولسوالی اچین، ولایت ننگرهار کرده‌بودند. دو غیرنظامی در این حمله مجروح شدند و تعدادی غیرنظامی احتمالاً کشته شدند.[۲۱][۲۲][۲۳][۲۴]
- ۸ ژانویه ۲۰۱۶: تعداد نامشخصی از غیرنظامیان در دو حملهٔ جداگانهٔ هوایی در ولسوالی خرخیز، ولایت قندهار و در ولسوالی برمال، ولایت پکتیکا، به‌وسیلهٔ هواپیماهای بدون سرنشین آمریکا با هدف «از بین‌بردن نیروی تهدیدات» کشته‌شدند.[۲۵]
- ۹ ژانویه ۲۰۱۶: ۲۰ شبه‌نظامی داعش توسط یک حمله هواپیمای بدون سرنشین آمریکا در ولسوالی اچین، واقع در ولایت ننگرهار کشته شدند.[۲۶]
- ۹ ژانویه ۲۰۱۶: ۱۵ شبه‌نظامی داعش توسط یک حمله هوایی یا هواپیمای بدون سرنشین آمریکا در ولسوالی جانجال گوندای کشته شدند، واقع در ولسوالی کوت، در ولایت ننگرهار، بیش از سه نفر، از جمله یک زن زخمی شدند.[۲۵]
- ۹ ژانویه ۲۰۱۶: ده ستیزه‌جوی پاکستانی توسط یک حملهٔ هوایی یا هواپیمای بدون سرنشین آمریکا در ولسوالی شگال، واقع در ولایت کنر کشته شدند. از جمله قربانیان این حمله ۳ فرزند مولوی فقیرمحمد، زیشان، حق‌یار و ساجد محمد، بودند که بین ۱۳ تا ۱۴ سال سن داشتند. مولوی فقیرمحمد معاون سابق رهبر تحریک طالبان پاکستان بود که تحت فرماندهی بیت‌الله و حکیم‌الله محسود خدمت می‌کرد.[۲۷][۲۸]

### ۲۰۱۸
- ۱ ژانویه ۲۰۱۸: حداقل ۶۱ شبه‌نظامی داعش از جمله یک غیرنظامی در ولایت ننگرهار توسط یک حملهٔ آمریکا کشته شدند. بیش از ۳۰ شبه‌نظامی داعش و ۱۴ غیرنظامی مجروح شدند.[۲۹]
- ۱ ژانویه ۲۰۱۸: بیست و شش نفر، از جمله خارجی‌ها و فرماندهان برجسته داعش، توسط یک حمله احتمالی آمریکا در روستاهای سارادارا و الخانی در ولسوالی درزاب کشته شدند. برخی از قربانیان شامل فرمانده معروف ستیزه‌جویان قاری ضیا با نام مستعار شجاع، و دو ستیزه‌جوی برجسته دیگر، یعقوب و شیخ، یک قاضی بودند. تلفات غیرنظامی نیز گزارش شد.[۳۰][۳۱]
- ۱ ژانویه ۲۰۱۸: در حملهٔ هوایی احتمالی از ایالات متحده هفت جنگجوی طالبان را در ولسوالی بتی‌کوت کشته شدند. در حملهٔ دوم دو نفر از اعضای داعش ولایت خراسان در ولسوالی اچین کشته شدند.[۳۲]
- ۵ ژانویه ۲۰۱۸ ۱۰ شبه‌نظامی داعش در یک اردوگاه آموزشی در هاسکا منا ننگرهار در حالی که در حال آموزش بودند، کشته شدند. دو ترکیبات متعلق به داعش نیز نابود شدند، که در آن پنج شبه نظامیان کشته شدند. حملهٔ دیگری شش ستیزه‌جو را در طول عملیات زمینی کشت.[۳۳]
- ۵ ژانویه ۲۰۱۸: حمله احتمالی ایالات متحده ۱۴ شبه‌نظامی داعش را از جمله دو فرمانده در ولسوالی نادعلی در ولایت لغمان کشت.[۳۴]
- ۶ ژانویه ۲۰۱۸: یک رهبر کلیدی طالبان که نامش ذکر نشده مسئول «معاملات مالی و ارائه تدارکات» برای شبه نظامیان در ولایت هلمند توسط یک حملهٔ آمریکا کشته شد.[۳۵]
- ۱۰ ژانویه ۲۰۱۸: بیست و یک شبه‌نظامی، از جمله هفت خارجی از پاکستان، توسط آمریکا در ولسوالی خاک سفید، واقع در ولایت فراه کشته شدند.[۳۶]
- ۱ آوریل ۲۰۱۸: ملا لال محمد، رهبر طالبان محلی در ولایت قندهار، توسط قوای هوائی افغانستان در نش کشته شد، ۱۱ نفر دیگر از اعضای گروهش مجروح شدند.[۳۷] همچنین در همان روز، در حملهٔ هوایی آمریکا تعداد نامعلومی از مبارزان طالبان در ولسوالی نادعلی کشته شدند.[۳۸]
- ۲ آوریل ۲۰۱۸: در حمله قوای هوائی افغانستان حداقل ۷۰ نفر شامل ۲۱ تروریست کشته شدند؛ یکی از آن‌ها یک فرمانده طالبان بود. در این حمله ۳۰ نفر دیگر که در یک مراسم مذهبی در مسجدی در دشت آرچی حضور داشتند مجروح شدند.[۳۹]
- ۳ آوریل ۲۰۱۸: حملهٔ هواپیمای بدون سرنشین ایالات متحده چهار شبه‌نظامی داعش در ولایت ننگرهار را کشت.[۴۰]
- ۵ آوریل ۲۰۱۸: یک فرمانده عالی داعش به نام قاری حکمت‌الله و محافظ او در یک حمله هواپیمای بدون سرنشین ایالات متحده در ولایت شمالی ولایت جوزجان کشته شدند.[۴۱][۴۲]
- ۶ آوریل ۲۰۱۸: در حمله قوای هوائی افغانستان هشت ستیزه‌جو در فرغامراوی در واردوج کشته شدند.[۴۳]

### ۲۰۱۹

قوای هوائی افغانستان با یک جی‌بی‌یو-۵۸ یک مقر طالبان در ولایت فراه را هدف قرار می‌دهند.

- ۱۸ سپتامبر ۲۰۱۹: در حملهٔ هواپیمای بدون سرنشین ایالات متحده برای ضربه به مخفیگاه داعش ۳۰ کشاورز کاج در ولایت ننگرهار کشته شدند؛[۴۴] بیش از ۴۰ نفر نیز زخمی شدند.[۴۵]
- ۱ دسامبر ۲۰۱۹: پنج نفر، از جمله یک نوزاد شیرخوار به همراه مادرش و سه نفر از بستگان توسط هواپیمای بدون سرنشین ایالات متحده با شلیک یک موشک به وسیلهٔ نقیله آن‌ها در شهر خوست کشته شدند.[۴۶]

### ۲۰۲۰
- ۸ ژانویه ۲۰۲۰: بیش از ۶۰ غیرنظامی در یک حمله هواپیمای بدون سرنشین آمریکا که برای هدف قرار دادن ملا ننگیالی، یک فرمانده ارشد طالبان ولایت هرات برنامه‌ریزی شده بود، کشته یا زخمی شدند.[۴۷][۴۸]

## امارت اسلامی افغانستان

### ۲۰۲۱
- اوت ۲۰۲۱: پس از سقوط کابل در اوت ۲۰۲۱ و بازگشت طالبان به قدرت در افغانستان و نیت اعلام به برقراری مجدد امارت اسلامی افغانستان، دو حملهٔ هواپیمای بدون سرنشین در این کشور در طول تخلیه از کابل توسط ایالات متحده انجام شد. در طول این حمله‌های پهپادی حداقل ۱۲ نفر کشته و ۱ نفر زخمی شد.
  - ۲۷ اوت ۲۰۲۱: ایالات متحده یک حملهٔ هوایی را برای هدف قرار دادن یک از اعضای داعش خراسان در ولایت ننگرهار برنامه‌ریزی کرد. مظنون در یک وسیله نقلیه سوار شده بود.[۴۹] او در کنار یکی دیگر از اعضای برجسته داعش-خراسان کشته شد و یک ستیزه‌جوی سوم مجروح شد. دو فرد کشته‌شده به عنوان برنامه‌ریز و تسهیل‌کنندهٔ حملهٔ ۱۴۰۰ میدان هوایی کابل تشریح شدند. این حمله هوایی یک روز پس از حملهٔ مرگبار انتحاری در میدان هوایی کابل انجام شد، که منجر به مرگ بیش از ۱۸۰ نفر شد.[۵۰]
  - ۲۹ اوت ۲۰۲۱: ایالات متحده دو روز بعد در پاسخ به حمله ۱۴۰۰ میدان هوایی کابل، یک حملهٔ دوم هواپیمای بدون سرنشین را در کابل برنامه‌ریزی کرد. هدف این حمله یک وسیلهٔ نقلیه بود که یک بمب‌گذار انتحاری مشکوک به داعش را حمل می‌کرد. در طول این حمله حداقل ۱۰ نفر، از جمله هفت کودک کشته شدند.[۴][۵۱] برخی از کشته‌شده‌گان قبلاً برای سازمان‌های غیردولتی بین‌المللی کار می‌کردند و ویزایی داشتند که به آن‌ها اجازهٔ ورود به ایالات متحده را می‌داد. گزارش‌های دیگری نیز وجود دارند که تعداد غیرنظامیان کشته‌شده را بیشتر می‌دانند.[۵۲] مقامات آمریکایی در ابتدا اشتباهات این حمله را نادیده گرفتند اما در پی افشای نیویورک تایمز مجبور به تصدیق آن شدند.[۵۳] اکثر تلفات این حمله ساکنان غیرنظامی آن منطقه بودند.[۵۴]

### ۲۰۲۲
- ۳۱ ژوئیه ۲۰۲۲: شلیک دو موشک ای‌جی‌ام-۱۱۴ هل‌فایر در یک حمله هواپیمای بدون سرنشین منجر به کشته شدن ایمن الظواهری شد.[۵۵][۵۶] این حمله به دستور جو بایدن، رئیس‌جمهور ایالات متحده توسط سازمان اطلاعات مرکزی برنامه‌ریزی شد و خانهٔ مسکونی ایمن الظواهری، رهبر گروه القاعده را در منطقهٔ شیرپور کابل هدف قرار داد.[۵۷] در این حمله هیچ‌گونه تلفات غیرنظامی گزارش نشد.[۵۸]